# Base (aritmetica)
In matematica, la base di un sistema di numerazione posizionale è il numero di cifre distinte, inclusa quella per lo 0, che il sistema usa per rappresentare i numeri. La rappresentazione in base 10 è l'ordinaria scrittura dei numeri a cui siamo abituati.

## Definizione
Un numero naturale {\displaystyle n} viene rappresentato in base {\displaystyle b} associando una successione finita di numeri naturali
{\displaystyle n_{k}n_{k-1}\ldots n_{1}n_{0}}
ciascuno scelto tra {\displaystyle 0} e {\displaystyle b-1} in modo tale che valga l'uguaglianza:
{\displaystyle n=n_{k}b^{k}+n_{k-1}b^{k-1}+\ldots +n_{1}b+n_{0}.}
Si può dimostrare che questa associazione definisce una corrispondenza biunivoca tra l'insieme dei numeri naturali e l'insieme delle successioni finite composte da numeri scelti tra {\displaystyle 0} e {\displaystyle b-1.}
Per segnalare che un numero è rappresentato in una certa base, la si può indicare al suo pedice, ad esempio: {\displaystyle 110101_{2}=53_{10}.}
Visto che in una base {\displaystyle b,} il numero {\displaystyle b} è sempre scritto come "10" (dato che {\displaystyle b=1\cdot b^{1}+0\cdot b^{0}}), nella rappresentazione della base numerica potrebbe essere consigliabile l'uso di "9 + 1" o "A" al posto di un autoreferenziale "10", il cui contenuto, visto il contesto, potrebbe risultare non univoco e quindi paradossale.
In una data base {\displaystyle b,} i numeri razionali rappresentabili con un numero finito di cifre dopo la virgola sono tutti e soli quelli che, espressi sotto forma di frazione irriducibile {\displaystyle m/n,} non hanno fattori primi di {\displaystyle n} che non siano anche fattori primi di {\displaystyle b.}
Ad esempio, i fattori primi di 10 sono 2 e 5, per cui le frazioni che generano numeri periodici in base 10 sono quelle che (ridotte in forma normale) al denominatore hanno fattori primi diversi da 2 e da 5. I numeri irrazionali non sono esprimibili con un numero finito di cifre in nessuna base.

## Simboli di cifra
Per basi minori o uguali a 10, generalmente si usano le comuni cifre 0, 1, 2, 3, 4, 5, 6, 7, 8 e 9.

Per basi maggiori di 10, è necessario introdurre altri simboli, di solito lettere. Nel sistema esadecimale sono usate le cifre 0, 1, 2, 3, 4, 5, 6, 7, 8, 9, A, B, C, D, E ed F. Così, ad esempio, F3A0 in base 16 equivale a 62 368 in base 10. Un sistema di numerazione di base 2B o 2B+1 può anche usare B cifre, di cui alcune segnate e che valgono come negative, ossia N, ..., 2, 1, 0, 1, 2, ..., N. In questo caso si parla di sistema bilanciato; si veda ad esempio il sistema ternario bilanciato.

## Esempi di conversione di base

### Da base diversa da 10 alla base 10
Per scrivere un numero in base diversa da 10 in un numero in base 10 si deve in primo luogo scriverlo sotto forma polinomiale.
Riportiamo un esempio che risulta di più facile comprensione rispetto a una spiegazione astratta del caso generale.
Per trasformare, ad esempio, il numero (1010)2 dalla base 2 alla base 10:
- scriviamo il numero sotto forma polinomiale: 1×23+0×22+1×2+0×20;
- eseguiamo le operazioni indicate: 8+2+0;
- otteniamo 10 in base 10, quindi (1010)2=(10)10.

### Dalla base 10 a una base diversa da 10
Per trasformare un numero in base 10 nella corrispondente scrittura in una base diversa da 10 operiamo con divisioni successive e in particolare dobbiamo tenere in considerazione di quozienti ({\displaystyle q}) e resti ({\displaystyle r}) di ogni divisione.
Anche in questo caso riportiamo un esempio.
Vogliamo trasformare il numero 428, appartenente al sistema decimale, nel numero corrispondente nella base 6:
- dividiamo 428 per 6: otteniamo {\displaystyle q=71,} {\displaystyle r=2;}
- dividiamo il quoziente 71 per 6: otteniamo {\displaystyle q_{1}=11,} {\displaystyle r_{1}=5;}
- dividiamo il quoziente 11 per 6: otteniamo {\displaystyle q_{2}=1,} {\displaystyle r_{2}=5;}
- dividiamo il quoziente 1 per 6: otteniamo {\displaystyle q_{3}=0,} {\displaystyle r_{3}=1.}

Il procedimento è terminato, perché {\displaystyle q=0.} Scrivendo i resti ottenuti a partire dall'ultimo fino al primo otteniamo il numero (1552)6 che è il numero cercato.

## Implementazione dell'algoritmo
Segue un'implementazione dell'algoritmo per la conversione di base di un numero.
```
#include
 
<stdbool.h>

#include
 
<string.h>

#include
 
<stdio.h>

#include
 
<ctype.h>

#include
 
<stdlib.h>

#define MAX_LENGTH 32

#define MAX_BASE 36

#define MIN_BASE 2

#define BUFFER_SIZE 100

// Converte un carattere nel suo valore intero in base al sistema numerico

int
 
char_to_value
(
char
 
c
)
 
{

    
if
 
(
isdigit
(
c
))
 
{

        
return
 
c
 
-
 
'0'
;

    
}
 
else
 
if
 
(
isalpha
(
c
))
 
{

        
return
 
toupper
(
c
)
 
-
 
'A'
 
+
 
10
;

    
}

    
return
 
-1
;

}

// Converte un valore intero nella sua rappresentazione in caratteri nel sistema numerico

char
 
value_to_char
(
int
 
value
)
 
{

    
if
 
(
value
 
<
 
0
 
||
 
value
 
>=
 
MAX_BASE
)
 
{

        
return
 
'\0'
;

    
}

    
return
 
(
value
 
<
 
10
)
 
?
 
(
'0'
 
+
 
value
)
 
:
 
(
'A'
 
+
 
(
value
 
-
 
10
));

}

// Convalida che tutti i caratteri nell'input siano validi per la base specificata

bool
 
validate_input
(
const
 
char
*
 
input
,
 
int
 
base
)
 
{

    
if
 
(
!
input
 
||
 
!*
input
)
 
{
  
// Controlla se la stringa è NULL o vuota

        
return
 
false
;

    
}

    
for
 
(
int
 
i
 
=
 
0
;
 
input
[
i
]
 
!=
 
'\0'
;
 
i
++
)
 
{

        
if
 
(
!
isalnum
(
input
[
i
]))
 
{
  
// Controlla i caratteri non alfanumerici

            
return
 
false
;

        
}

        
int
 
value
 
=
 
char_to_value
(
input
[
i
]);

        
if
 
(
value
 
==
 
-1
 
||
 
value
 
>=
 
base
)
 
{

            
return
 
false
;

        
}

    
}

    
return
 
true
;

}

// Converte una stringa numerica da una base all'altra, memorizzando il risultato in to_value

bool
 
tobase
(
const
 
char
 
*
from_value
,
 
char
 
*
to_value
,
 
int
 
from_base
,
 
int
 
to_base
)
 
{

    
// Validazione dei parametri

    
if
 
(
!
from_value
 
||
 
!
to_value
 
||
 

        
from_base
 
<
 
MIN_BASE
 
||
 
from_base
 
>
 
MAX_BASE
 
||
 

        
to_base
 
<
 
MIN_BASE
 
||
 
to_base
 
>
 
MAX_BASE
)
 
{

        
return
 
false
;

    
}

    
size_t
 
input_len
 
=
 
strlen
(
from_value
);

    
if
 
(
input_len
 
==
 
0
 
||
 
input_len
 
>
 
MAX_LENGTH
)
 
{

        
return
 
false
;

    
}

    
if
 
(
!
validate_input
(
from_value
,
 
from_base
))
 
{

        
return
 
false
;

    
}

    
// Convertire il numero di input in from_base in intero

    
unsigned
 
long
 
long
 
int_value
 
=
 
0
;

    
for
 
(
size_t
 
i
 
=
 
0
;
 
from_value
[
i
]
 
!=
 
'\0'
;
 
i
++
)
 
{

        
int
 
digit_value
 
=
 
char_to_value
(
from_value
[
i
]);

        
// Controllare l'overflow prima della moltiplicazione

        
if
 
(
int_value
 
>
 
ULLONG_MAX
 
/
 
from_base
)
 
{

            
return
 
false
;

        
}

        
int_value
 
*=
 
from_base
;

        
// Controllare l'overflow prima dell'aggiunta

        
if
 
(
int_value
 
>
 
ULLONG_MAX
 
-
 
digit_value
)
 
{

            
return
 
false
;

        
}

        
int_value
 
+=
 
digit_value
;

    
}

    
// Gestisci direttamente lo zero

    
if
 
(
int_value
 
==
 
0
)
 
{

        
to_value
[
0
]
 
=
 
'0'
;

        
to_value
[
1
]
 
=
 
'\0'
;

        
return
 
true
;

    
}

    
// Convertire il valore intero in to_base

    
char
 
result
[
MAX_LENGTH
];

    
int
 
pos
 
=
 
0
;

    
while
 
(
int_value
 
>
 
0
 
&&
 
pos
 
<
 
MAX_LENGTH
 
-
 
1
)
 
{

        
int
 
remainder
 
=
 
int_value
 
%
 
to_base
;

        
result
[
pos
++
]
 
=
 
value_to_char
(
remainder
);

        
int_value
 
/=
 
to_base
;

    
}

    
if
 
(
int_value
 
>
 
0
)
 
{

        
return
 
false
;
  
// Caso di overflow se il risultato è troppo grande per il buffer

    
}

    
// Invertire il risultato per ottenere l'ordine corretto

    
for
 
(
int
 
i
 
=
 
0
;
 
i
 
<
 
pos
;
 
i
++
)
 
{

        
to_value
[
i
]
 
=
 
result
[
pos
 
-
 
1
 
-
 
i
];

    
}

    
to_value
[
pos
]
 
=
 
'\0'
;

    
return
 
true
;

}

int
 
main
()
 
{

    
char
 
input
[
BUFFER_SIZE
];

    
char
 
output
[
MAX_LENGTH
];

    
int
 
from_base
,
 
to_base
;

    
char
 
line
[
BUFFER_SIZE
];

    
printf
(
"Inserisci il numero da convertire: "
);

    
if
 
(
!
fgets
(
line
,
 
sizeof
(
line
),
 
stdin
))
 
{

        
printf
(
"Errore di lettura!
\n
"
);

        
return
 
1
;

    
}

    

    
// Rimuovi la nuova riga e controlla la lunghezza dell'input

    
size_t
 
len
 
=
 
strlen
(
line
);

    
if
 
(
len
 
>
 
0
 
&&
 
line
[
len
-1
]
 
==
 
'\n'
)
 
{

        
line
[
len
-1
]
 
=
 
'\0'
;

        
len
--
;

    
}

    
if
 
(
len
 
>=
 
MAX_LENGTH
)
 
{

        
printf
(
"Input troppo lungo! Massimo %d caratteri.
\n
"
,
 
MAX_LENGTH
 
-
 
1
);

        
return
 
1
;

    
}

    
strncpy
(
input
,
 
line
,
 
MAX_LENGTH
 
-
 
1
);

    
input
[
MAX_LENGTH
 
-
 
1
]
 
=
 
'\0'
;

    
printf
(
"Inserisci la base di origine (%d-%d): "
,
 
MIN_BASE
,
 
MAX_BASE
);

    
if
 
(
scanf
(
"%d"
,
 
&
from_base
)
 
!=
 
1
)
 
{

        
printf
(
"Input non valido per la base di origine!
\n
"
);

        
return
 
1
;

    
}

    
printf
(
"Inserisci la base di destinazione (%d-%d): "
,
 
MIN_BASE
,
 
MAX_BASE
);

    
if
 
(
scanf
(
"%d"
,
 
&
to_base
)
 
!=
 
1
)
 
{

        
printf
(
"Input non valido per la base di destinazione!
\n
"
);

        
return
 
1
;

    
}

    
if
 
(
tobase
(
input
,
 
output
,
 
from_base
,
 
to_base
))
 
{

        
printf
(
"Risultato: %s
\n
"
,
 
output
);

        
return
 
0
;

    
}
 
else
 
{

        
printf
(
"Errore di conversione!
\n
"
);

        
return
 
1
;

    
}

}

```

## Generalizzazioni del concetto di base
Le basi comunemente usate sono tutte numeri naturali, ma si possono costruire anche sistemi di numerazione basati su basi negative, non intere (come la base aurea) e complesse.